# Holger A. Klein
Holger A. Klein (* 1969) ist ein deutscher Kunsthistoriker.

## Biografie
Holger Klein studierte, nach dem Besuch der Fürst-Johann-Ludwig-Schule in Hadamar, Kunstgeschichte, Christliche Archäologie und Germanistik an den Universitäten Freiburg (1990–1992), München (1992–1993; 1994–1997), London (1993–1994) und Bonn (1997–2000). Im Jahr 2000 wurde er mit einer Arbeit zu den Reliquien und Reliquiaren des Kreuzes Christi promoviert.
Seit dem Jahr 2000 lehrt er Kunstgeschichte an der Columbia University in New York, zunächst als Assistant Professor, seit 2006 als Associate Professor, seit 2011 als Professor. Daneben war er von 2004 bis 2007 Kurator für Mittelalterliche Kunst am Cleveland Museum of Art, wo er bis 2010 die Neuaufstellung der Mittelalterabteilung leitete.
Sein Forschungsgebiet ist die Kunst der Spätantike, von Byzanz und des frühen Mittelalters, insbesondere der Umgang mit Reliquien und Reliquiaren und künstlerischer Austausch.

## Veröffentlichungen (Auswahl)
- Byzanz, der Westen und das „wahre“ Kreuz. Die Geschichte einer Reliquie und ihrer künstlerischen Fassung in Byzanz und im Abendland (= Spätantike – Frühes Christentum – Byzanz. Kunst im ersten Jahrtausend. Reihe B: Studien und Perspektiven. Band 17). Reichert, Wiesbaden 2004, ISBN 978-3-89500-316-5.
- mit Robert G. Ousterhout (Hrsg.): Restoring Byzantium. The Kariye Camii in Istanbul and the Byzantine Institute Restoration. New York 2004.
- mit Stephen Fliegel, Virginia Brilliant (Hrsg.): The Cleveland Museum of Art. Meisterwerke von 300 bis 1550. München 2007.
- mit Robert G. Ousterhout, Brigitte Pitarakis (Hrsg.): Kariye. From Theodore Metochites to Thomas Whittemore. One Monument – Two Monumental Personalities. Istanbul 2007.
- mit Martina Bagnoli, C. Griffith Mann, James Robinson (Hrsg.): Treasures of Heaven. Saints, Relics, and Devotion in Medieval Europe. Baltimore Baltimore 2010
- mit Robert G. Ousterhout, Brigitte Pitarakis (Hrsg.): The Kariye Camii Reconsidered. Istanbul 2011.
- mit Cynthia Hahn (Hrsg.): Saints and Sacred Matter. The Cult of Relics in Byzantium and Beyond. Washington DC 2015.
- mit Valeria Poletto, Peter Schreiner (Hrsg.): La stauroteca di Bessarione fra Costantinopoli e Venezia. Venedig 2017.